# Béthune
Béthune es un municipio de Francia situado en el departamento de Paso de Calais (62) y en la región de Norte-Paso de Calais.

## Presentación
Betún es una ciudad agradable y rica por su patrimonio arquitectónico y su historia.
Tiene una magnífica plaza, todavía adoquinada, alrededor de la que los comercios y cafés dan vida a la ciudad. En su centro, con 33 metros de alto y 133 escalones, se alza orgullosamente el beffroi, la torre o campanario civil que vela todavía sobre los habitantes. Su carillón inimitable se compone de 35 campanas.

## Geografía
Béthune se ubica sobre un modesto promontorio (altitud: 42 m) que marca la última ondulación de las colinas del Artois, situadas al sur. Al norte de la ciudad, con su bajo país (“Bas-Pays de Béthune”), comienza a extenderse la vasta llanura de Flandes.
Béthune está comunicada por la Autopista A26/E15 (Troyes-Calais vía Reims y Arrás), llamada "Autopista de los Ingleses", por el ferrocarril Arrás-Dunkerque y también por el canal Dunkerque-Escalda para el transporte de flete. El aeropuerto más cercano es el de Lille-Lesquin.
En coche, Béthune está a unos 30 minutos de Arrás (capital del departamento), 40 minutos de Lille (capital de la región) y 2 horas de París (capital del país). Varios enlaces diarios directos por tren de alta velocidad en el trayecto París-Dunkerque ponen Béthune a 90 minutos de la capital francesa. También es posible tomar el TGV en Arrás (2.ª estación TGV de la región) dejando París a tan sólo 45 minutos en tren.

## Historia
Siglos VI-VII: Primeros rastros de habitantes.
Hacia 502: El Obispo de Arrás manda construir la Iglesia San Vaast, dedicada a la Santa Virgen.
En 940: Primeros indicios escritos haciendo referencia al Señorío de Béthune.
En 970: Primera referencia al Castillo.
Siglo XII: Codiciada, Béthune es defendida por sus burgueses (habitantes del burgo) contra el ejército flamenco. El burgo fortificado sobre 25 hectáreas se abría por cinco puertas. Las fortificaciones de la ciudad fueron mejoradas y reforzadas con el paso de los siglos.
En 1222: El castillo es reconstruido y cercado con tres murallas sobre tres lados.
En 1297: Guy de Dampierre, conde de Flandes, desafía al Rey Felipe IV de Francia. El Rey se apodera de las plazas más fuertes de Flandes. Los burgueses de Béthune aprovechan la ocasión para sublevarse contra la autoridad del Conde de Flandes y someterse al Rey de Francia.
Siglos XIV-XV: (Guerra de los Cien Años) Todos los habitantes defienden con tenacidad la ciudad frente a los ataques del ejército flamenco. En recompensa, los burgueses de Béthune les permiten la construcción de una atalaya con derecho de campana y de prisión. La primera atalaya de madera es destruida en un incendio. Es reconstruida en gres en 1388.
En 1500: Béthune está bajo la dominación española. Carlos Quinto refuerza las fortificaciones, manda desplazar la iglesia San Vaast dentro del recinto fortificado y planifica el canal de la Lawe.
Béthune conoce una expansión importante con el desarrollo de la industria textil y el comercio del grano. Esto favorece la instalación de muchos gremios: tintorería, curtiduría...
En 1645: La ciudad es asediada por las tropas francesas y debe capitular. Luis XIV pone fin a las pretensiones españolas por el Tratado de los Pirineos (1659) y las murallas de la ciudad son reforzadas bajo la dirección de Vauban.
Pero las guerras no cesan. El ejército de los Aliados, comandado por los Holandeses, asedia la ciudad en 1710 y Béthune es neerlandesa durante casi 3 años.
Al igual que todo el Reino de Francia, Béthune sufre la agitación de la Revolución francesa: expulsión de las congregaciones religiosas, exilio de las familias aristocráticas, insurrecciones.

## Economía
Ciudad histórica y burguesa donde tenían lugar los mercados agrícolas, Béthune no se transforma en ciudad minera durante la época de desarrollo de los establecimientos hulleros del siglo XIX. Cierto es que recibe la sede de una compañía de explotación hullera, pero ningún pozo es instalado en su territorio. Por el contrario, muchos pueblos rurales aledaños conocen la metamorfosis minera, contribuyendo a la formación de una verdadera aglomeración alrededor de Béthune que refuerza así su papel de centro de comercios y de servicios.
En los años 1960 y en el marco de la reconversión industrial de la cuenca minera, la ciudad acoge varias grandes fábricas mecánicas y químicas. Béthune llega a ser, después de Clermont-Ferrand, el 2º sitio francés en la fabricación de neumáticos (de la marca Bridgestone, antaño Firestone).
La industria agroalimentaria es representada por una unidad importante de transformación de patatas (fritas congeladas, purés deshidratados, etc.) que al año trata 120.000 toneladas llegadas de las explotaciones agrícolas de la región.
Desde hace tiempo, Béthune tiene puerto de navegación interior y también alberga la Cámara de Comercio e Industria de Béthune que administra en particular el puerto fluvial de Béthune-Beuvry.

## Administración
Béthune forma parte de la communauté d'agglomération del Artois que agrupa 59 comunas, o sea 200.000 habitantes. Es también la capital de un arrondissement que cuenta 279.783 habitantes repartidos en 14 cantones.

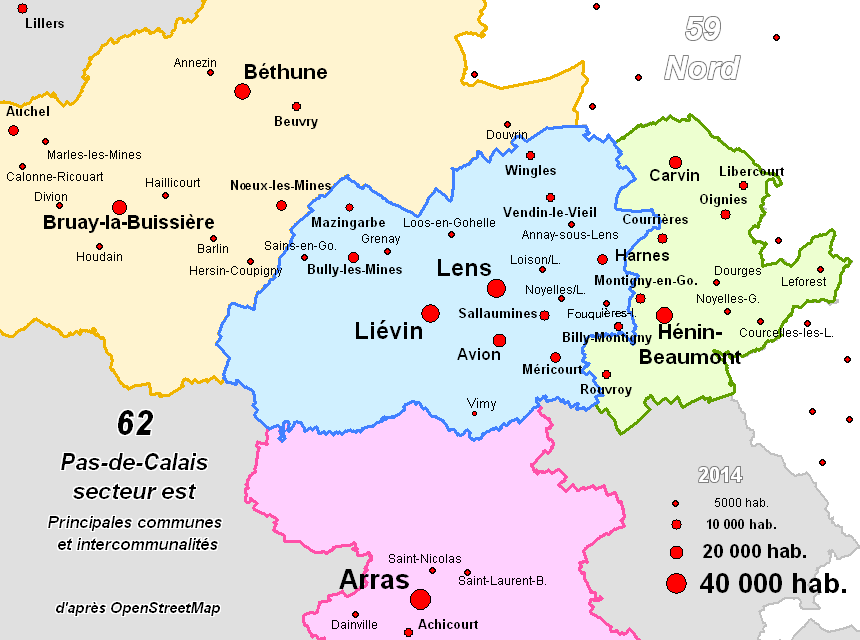
Sector este (Béthune, Lens, Hénin-Beaumont)

| Fecha de elección  | Identidad            | Partido          |
| ------------------ | -------------------- | ---------------- |
| marzo de 2008      | Stéphane Saint-André | PS               |
| septiembre de 2002 | Jacques Mellick      | PS               |
| diciembre de 1997  | Bernard Seux         | MDC              |
| marzo de 1996      | Claude Lagache       | PS               |
| diciembre de 1993  | Jacques Mellick      | PS               |
| abril de 1993      | Bernard Seux         | PS               |
| 1977               | Jacques Mellick      | PS               |
| 1971               | Paul Breynaert       | Varios (derecha) |
| 1950               | Henri Pad            | Varios (derecha) |

## Demografía
| 6 932 | 6 046 | 6 379 | 6 3 | 7 448 | 6 805 | 7 727 | 7 692 | 7 720 | 8 264 | 8 178 | 8 410 | 9 315 | 10 374 | 10 917 | 11 098 | 11 627 | 12 404 | 13 607 | 15 309 | 16 795 | 20 141 | 19 956 | 20 073 | 22 081 | 22 376 | 23 445 | 27 154 | 26 982 | 25 508 | 24 556 | 27 808 | 25 982 |
| Para los censos de 1962 a 1999 la población legal corresponde a la población sin duplicidades (Fuente: INSEE [Consultar]) |       |       |     |       |       |       |       |       |       |       |       |       |        |        |        |        |        |        |        |        |        |        |        |        |        |        |        |        |        |        |        |        |

Después del censo en enero de 2009, Béthune cuenta con una población de 27.108 habitantes.

## Personajes célebres
- Jean Buridan, (~1300 +1358), filósofo, fue el instigador del escepticismo religioso en Europa.
- Antoine Busnois, (~1430 +1492), compositor y poeta.
- Victor Delpierre, (1859-1933), político.
- Pierre de Manchicourt, compositor flamenco nacido en Béthune hacia 1510 y muerto en Madrid hacia 1562.
- Nicolas Fauvergue (nacido el 13 de octubre de 1984), futbolista (delantero del Racing Estrasburgo).
- Jérôme Leroy (nacido el 4 de noviembre de 1974), futbolista profesional. Vencedor del Supercopa de Francia: 1998; Finalista de la Supercopa de Europa: 1996; Finalista de la Recopa de Europa: 1997; Finalista de la Copa de Francia: 2003; Trofeo jugador del mes UNFP-Canal +-L'Équipe: agosto de 2005, Copa de Francia: 2007.
- René Georgin (1888-1978), gramático.
- El Verdugo de Béthune es en realidad el verdugo de Arrás que se desplazaba para cada ejecución. El célebre autor de "Los Tres Mosqueteros", Alexandre Dumas evoca Béthune y hace célebre a su imaginario verdugo, ejecutor de la demoníaca Milady de Winter.
- Léonce Déprez (1927-), político.
- Jacques Mellick, antiguo alcalde (PS) de Béthune y antiguo diputado del Paso de Calais, Protagonista del "affaire OM-VA", fue entonces inhabilitado.
- Tronchet, autor de historietas.

## Monumentos históricos

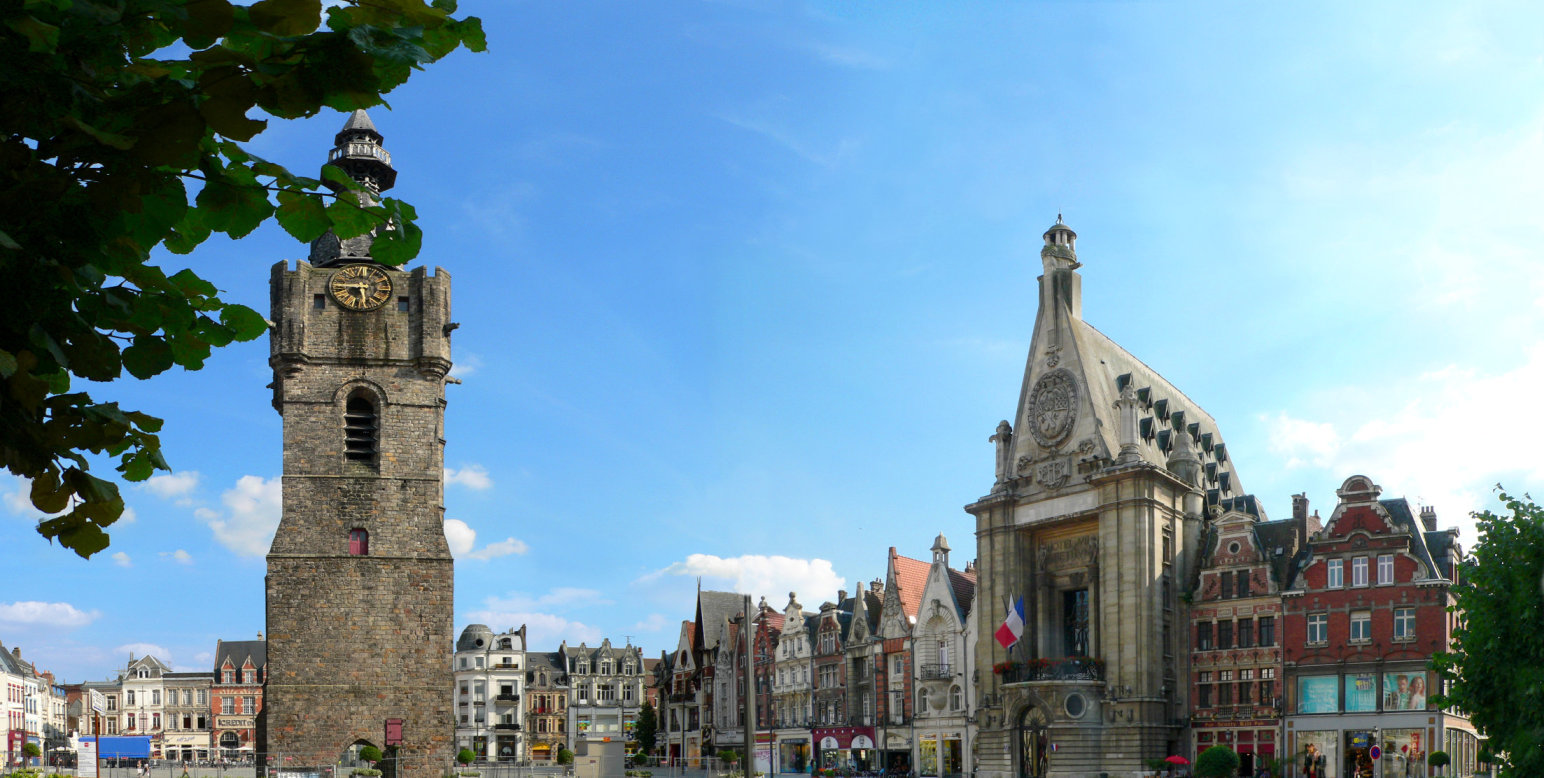
Plaza Mayor: Atalaya, Casa Consistorial y Fachadas

- Le Beffroi (Atalaya), construido en 1388, monumento histórico desde 1862, clasificado en el patrimonio mundial de la Unesco desde el 15 de julio de 2005,
- L'Hôtel de Ville (Casa Consistorial), clasificado monumento histórico en 2001,[10]
- Las fachadas y techos de la Plaza Mayor y de la Calle Grosse-Tête,[11]
- L'Église Saint-Vaast (la iglesia actual substituye la que fue destruida en 1918 que había sido construida por mandamiento de Carlos Quinto),
- Los sótanos, llamados “boves”, que sirvieron de refugios à los Béthuneses durante la Primera Guerra Mundial,
- L’Hôtel de Beaulaincourt, inscrito como monumento histórico en 1947, clasificado en 1974,[12]
- L'Église des Récollets (Iglesia de los Recoletos), inscrita en el inventario de los monumentos históricos desde 1973,[13]
- La Tour Saint-Ignace (Torre de San Ignacio), torre de artillería del siglo XV, inscrita en el inventario de los monumentos históricos desde 1969,[14]
- La Caserne Chambors (Cuartel Chambors),[15]
- La Librairie Fournier (Librería Fournier),[16]
- Le Bastion Saint-Pry (Bastión Saint-Pry),[17]
- La grille d'honneur et le kiosque à musique du jardin public (verja de honor y kiosko de música del jardín público),[18]
- La fachada de la casa sita "21 rue de la Délivrance",[19]
- Le Collège Saint-Vaast, 141 rue Paul Doumer,

Informaciones obtenidas de: Mérimée, base de datos del Ministerio de la Cultura de Francia

## Hermanamientos
Schwerte ( Alemania) 1960
Hastings ( Reino Unido) 1966